# هنري ديشان
هنري ديشان (بالفرنسية: Henri Deschamps )‏ (و. 1909 – 1987 م) هو سياسي، من فرنسا، توفي عن عمر يناهز 78 عاماً.

## مناصب
تولى منصب نائب فرنسي.